# Větrný mlýn (Těšnovice)
Větrný mlýn holandského typu se nachází v obci Těšnovice, okres Kroměříž. Větrný mlýn stojí v nadmořské výšce 240 m asi 700 m východně od obce.

## Historie
První písemná zmínka o mlýně v obci Těšnovice pochází z roku 1441, pravděpodobně šlo o větrný mlýn. Z přelomu 19. a 20. století pochází zpráva o renovaci obecního větrného mlýna kroměřížským knihkupcem Bedřichem Hertlem a přestavbě na letní byt, přístavbě vily a hospodářského stavení. Po tomto majiteli se používá název Hertlovo nebo Hertlov. Za druhé světové války byl mlýn zasažen dělostřeleckou palbou a poškozen. V roce 1952 byl objekt znárodněn a místní JZD v něm a přilehlých budovách mělo líheň kuřat. V roce 1959 byl vrácen původnímu majiteli a poté prodán. V současné době mlýn slouží k rekreačním účelům. Není památkově chráněn.

## Popis
Větrný mlýn byla válcová zděná stavba na kruhovém půdorysu, zakončená kuželovou střechou krytou cihlovými taškami. Jako stavební materiál byl použit lomový kámen. Stavba má průměr 9 m a výšku asi 8 m. K mlýnu je přistavěn obytný dům se sedlovou střechou. Podle ústního podání mlýn stál v blízkosti lomu a měl sloužit k mletí pískovce, s ukončením těžby přestal být využíván.